# Associazione Calcio Marzotto 1956-1957
Questa pagina raccoglie le informazioni riguardanti l'Associazione Calcio Marzotto nelle competizioni ufficiali della stagione 1956-1957.

## Stagione
Nella stagione 1956-1957 il Marzotto disputò il sesto campionato di Serie B della sua storia.

## Divise
| 1ª divisa |

## Organigramma societario
Area direttiva
- Presidente: Paolo Marzotto

Area tecnica
- Allenatore: Imre Senkey

## Rosa
| N. |                   | Ruolo | Calciatore          |
| -- | ----------------- | ----- | ------------------- |
|    | Italia (bandiera) | P     | Roberto Anzolin     |
|    | Italia (bandiera) | P     | Emilio Pozzan       |
|    | Italia (bandiera) | P     | Gianni Vecil        |
|    | Italia (bandiera) | D     | Aldo Danieli        |
|    | Italia (bandiera) | D     | Bruno Padulazzi     |
|    | Italia (bandiera) | D     | Francesco Salvador  |
|    | Italia (bandiera) | D     | Gino Zanoni         |
|    | Italia (bandiera) | C     | Walter Mirabelli    |
|    | Italia (bandiera) | C     | Vincenzo Occhetta   |
|    | Italia (bandiera) | C     | Gian Battista Odone |
|    | Italia (bandiera) | C     | Attilio Porra       |
|    | Italia (bandiera) | C     | Neri Sacchiero      |

| N. |                   | Ruolo | Calciatore         |
| -- | ----------------- | ----- | ------------------ |
|    | Italia (bandiera) | C     | Marcello Svorenich |
|    | Italia (bandiera) | A     | Amedeo Bressa      |
|    | Italia (bandiera) | A     | Livio Busato       |
|    | Italia (bandiera) | A     | Sergio Castorri    |
|    | Italia (bandiera) | A     | Renato Fioravanti  |
|    | Italia (bandiera) | A     | Giuseppe Marchetto |
|    | Italia (bandiera) | A     | Fulvio Mosca       |
|    | Italia (bandiera) | A     | Ferdinando Parise  |
|    | Italia (bandiera) | A     | Giovanni Rovatti   |
|    | Italia (bandiera) | A     | Angelo Ruffinoni   |
|    | Italia (bandiera) | A     | Vitaliano Temellin |

## Risultati

### Serie B

#### Girone d'andata
| Arbitro: | Guarnaschelli (Pavia) |

|               |           |                                          |
| Marchetti 36’ | Marcatori | 22’, 25’ Fiorindi 81’ Patino 82’ Bicicli |

| Arbitro: | Marangio (Roma) |

|  |           |           |
|  | Marcatori | 81’ Grisa |

| Arbitro: | Maghernino (San Severo) |

|               |           |              |
| Fraschini 87’ | Marcatori | 86’ Castorri |

| Arbitro: | Bartolomei (Roma) |

|                                       |           |                      |
| Barbieri 9’ Di Fraia 33’ Guidazzi 68’ | Marcatori | 22’ (rig.) Marchetto |

| Valdagno 14 ottobre 1956 | Marzotto         | 0 – 0 | Cagliari | Stadio dei Fiori\| Arbitro: \| Rebuffo (Milano) \| |
| Arbitro:                 | Rebuffo (Milano) |       |          |                                                    |

| Arbitro: | Ferrari (Milano) |

|             |           |               |
| Manzino 46’ | Marcatori | 86’ Ruffinoni |

| Arbitro: | Mori (Cremona) |

|                                    |           |          |
| Rovatti 12’ Occhetta 40’ Mosca 89’ | Marcatori | 29’ Erba |

| Arbitro: | Gambarotta (Genova) |

|             |           |                               |
| La Rosa 80’ | Marcatori | 48’ Bressa 86’, 89’ Marchetto |

| Arbitro: | Marchese (Napoli) |

|                      |           |                                   |
| Marchetto 40’ (rig.) | Marcatori | 29’ Morbello 54’ (aut.) Sacchiero |

| Arbitro: | Baldassarre (Udine) |

|           |           |            |
| Gaeta 42’ | Marcatori | 1’ Rovatti |

| Arbitro: | Grignani (Milano) |

|               |           |                                  |
| Marchetto 40’ | Marcatori | 14’ (aut.) Svorenich 66’ Bozzato |

| Arbitro: | Perego (Milano) |

|               |           |               |
| Galassini 81’ | Marcatori | 78’ Marchetto |

| Arbitro: | Gambarotta (Genova) |

|                                  |           |  |
| Parodi 67’ (aut.) Fioravanti 68’ | Marcatori |  |

| Arbitro: | Baldassarre (Udine) |

|                                |           |                      |
| Marchetto 65’ (rig.) Mosca 70’ | Marcatori | 66’ (aut.) Svorenich |

| Arbitro: | Ubezio (Novara) |

|                  |           |  |
| Giammarinaro 37’ | Marcatori |  |

| Arbitro: | Angelini (Firenze) |

|  |           |           |
|  | Marcatori | 60’ Mosca |

| Arbitro: | Marangio (Roma) |

|                         |           |                       |
| Mosca 19’ Marchetto 63’ | Marcatori | 11’ Borghi 67’ Milani |

#### Girone di ritorno
| Arbitro: | Mori (Cremona) |

|                           |           |  |
| Buzzin 20’, 35’ Celio 22’ | Marcatori |  |

| Arbitro: | Canepa (Genova) |

|                       |           |                             |
| Colomban 1’ Rossi 20’ | Marcatori | 62’ Temellin 66’ Fioravanti |

| Arbitro: | Coppa (Mariano Comense) |

|                |           |  |
| Fioravanti 59’ | Marcatori |  |

| Arbitro: | De Robbio (Torre Annunziata) |

|                                                      |           |              |
| Marchetto 1’, 51’ (rig.) Fioravanti 55’ Occhetta 77’ | Marcatori | 10’ Guidazzi |

| Arbitro: | Perego (Milano) |

|                           |           |  |
| Letari 34’ A. Bicicli 67’ | Marcatori |  |

| Valdagno 10 marzo 1957 | Marzotto          | 0 – 0 | Novara | Stadio dei Fiori\| Arbitro: \| Grignani (Milano) \| |
| Arbitro:               | Grignani (Milano) |       |        |                                                     |

| Parma 17 marzo 1957 | Parma            | 0 – 0 | Marzotto | Stadio Ennio Tardini\| Arbitro: \| Rebuffo (Milano) \| |
| Arbitro:            | Rebuffo (Milano) |       |          |                                                        |

| Arbitro: | Maghernino (San Severo) |

|                               |           |            |
| Mosca 28’ Occhetta 85’ (rig.) | Marcatori | 73’ Danova |

| Alessandria 31 marzo 1957 | Alessandria         | 0 – 0 | Marzotto | Stadio Giuseppe Moccagatta\| Arbitro: \| Gambarotta (Genova) \| |
| Arbitro:                  | Gambarotta (Genova) |       |          |                                                                 |

| Arbitro: | Perego (Milano) |

|            |           |  |
| Rovatti 9’ | Marcatori |  |

| Arbitro: | De Gregorio (Legnano) |

|              |           |           |
| Calegari 26’ | Marcatori | 40’ Mosca |

| Arbitro: | Ferrari (Milano) |

|                       |           |  |
| Mosca 50’ Rovatti 75’ | Marcatori |  |

| Arbitro: | Fornari (Bologna) |

|            |           |           |
| Parodi 79’ | Marcatori | 41’ Mosca |

| Arbitro: | Smorto (Reggio Calabria) |

|                                          |           |                      |
| Ciani 39’ Marsili 47’ Baldini 54’ (rig.) | Marcatori | 67’ (rig.) Marchetto |

| Arbitro: | Ubezio (Novara) |

|  |           |                  |
|  | Marcatori | 32’ Giammarinaro |

| Arbitro: | Cerutti (Legnano) |

|               |           |               |
| Marchetto 65’ | Marcatori | 69’ Farinelli |

| Arbitro: | De Magistris (Torino) |

|                        |           |               |
| Milani 50’ Maestri 84’ | Marcatori | 54’ Padulazzi |

## Statistiche

### Statistiche di squadra
| Competizione | Punti | In casa | In casa | In casa | In casa | In casa | In casa | In trasferta | In trasferta | In trasferta | In trasferta | In trasferta | In trasferta | Totale | Totale | Totale | Totale | Totale | Totale | DR  |
| Competizione | Punti | G       | V       | N       | P       | Gf      | Gs      | G            | V            | N            | P            | Gf           | Gs           | G      | V      | N      | P      | Gf     | Gs     | DR  |
| ------------ | ----- | ------- | ------- | ------- | ------- | ------- | ------- | ------------ | ------------ | ------------ | ------------ | ------------ | ------------ | ------ | ------ | ------ | ------ | ------ | ------ | --- |
| Serie B      | 33    | 17      | 8       | 4       | 5       | 23      | 17      | 17           | 2            | 9            | 6            | 15           | 31           | 34     | 10     | 13     | 11     | 38     | 48     | -10 |

### Statistiche dei giocatori[2]
| Giocatore     | Serie B  | Serie B |
| Giocatore     | Presenze | Reti    |
| ------------- | -------- | ------- |
| R. Anzolin    | 23       | -23     |
| A. Bressa     | 10       | 1       |
| L. Busato     | 2        | 0       |
| S. Castorri   | 12       | 1       |
| A. Danieli    | 3        | 0       |
| R. Fioravanti | 9        | 4       |
| G. Marchetto  | 30       | 13      |
| W. Mirabelli  | 14       | 0       |
| F. Mosca      | 34       | 8       |
| V. Occhetta   | 33       | 3       |
| G.B. Odone    | 8        | 0       |
| B. Padulazzi  | 22       | 1       |
| F. Parise     | 5        | 0       |
| A. Porra      | 6        | 0       |
| E. Pozzan     | 4        | -9      |
| A. Ruffinoni  | 32       | 1       |
| G. Rovatti    | 30       | 4       |
| N. Sacchiero  | 31       | 0       |
| F. Salvador   | 1        | 0       |
| M. Svorenich  | 23       | 0       |
| V. Temellin   | 24       | 1       |
| G. Vecil      | 7        | -8      |
| G. Zanoni     | 11       | 0       |